# Katalanische Regierung

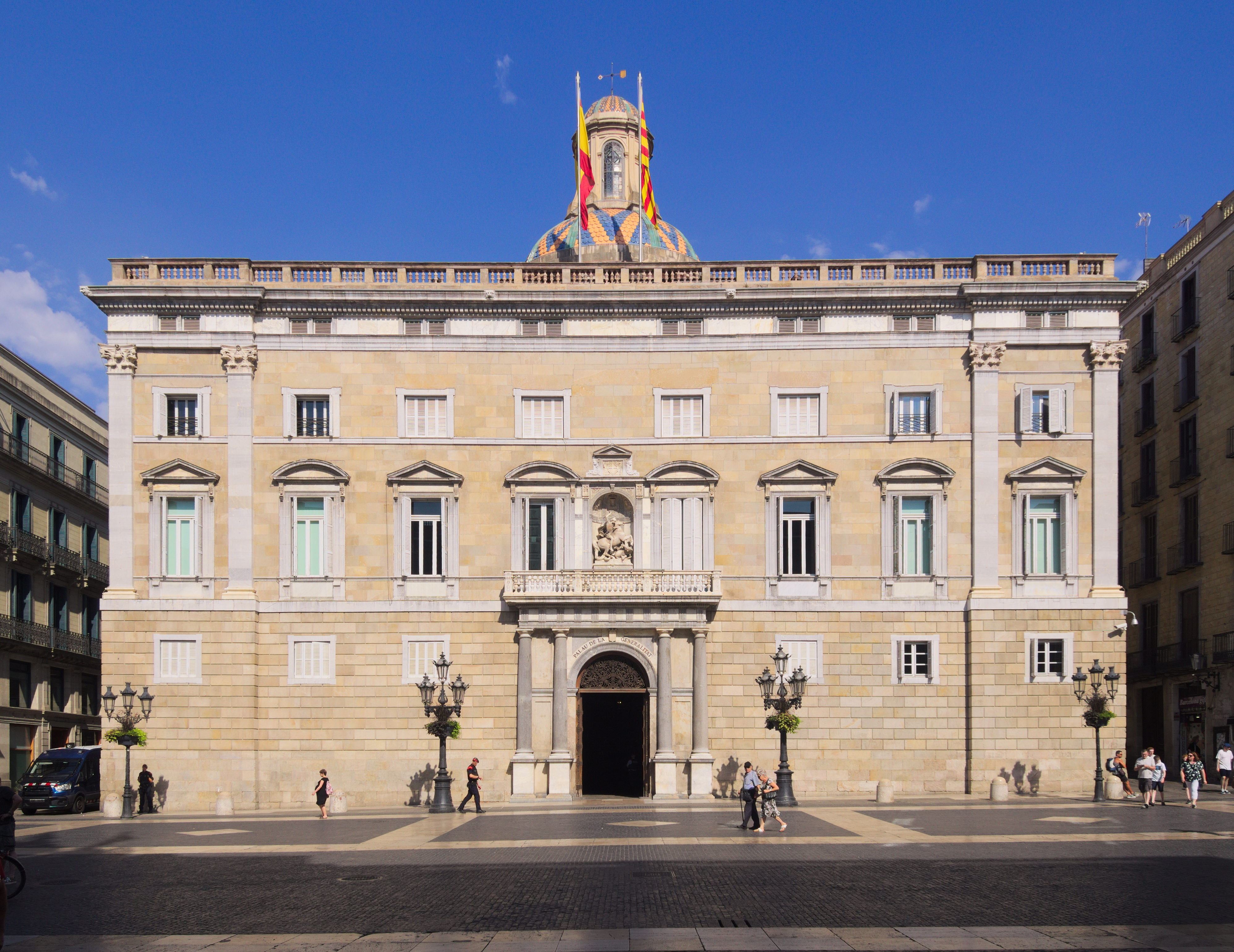
Palau de la Generalitat de Catalunya

Die Katalanische Regierung (katalanisch Govern de Catalunya; spanisch Gobierno de Cataluña) ist Teil der Generalitat de Catalunya, die im Rahmen des Autonomiestatuts die Regierung der spanischen Autonomen Gemeinschaft Katalonien ausübt.
Sie ist zusammengesetzt aus dem Präsidenten der Generalitat und den Räten (consellers), die die vom Parlament beschlossenen Gesetze ausführt, die Verwaltung leitet und ein Gesetzgebungsinitiativrecht hat.
Seit dem 12. August 2024 bildet die Regierung Illa die Regionalregierung von Katalonien. Sie wurde nach der Parlamentswahl 2024 gebildet und löste die Regierung Aragonès ab.